# Полаче
42°47′ пн. ш. 17°23′ сх. д. / 42.78° пн. ш. 17.38° сх. д.
Полаче (хорв. Polače) — населений пункт у Хорватії, у Дубровницько-Неретванській жупанії у складі громади Млєт.

## Населення
Населення за даними перепису 2011 року становило 113 осіб.
Динаміка чисельності населення поселення: